# Jean-Jacques Gourdy
Pour les articles homonymes, voir Gourdy.
Pas d'image ? Cliquez ici

a Compétitions nationales et continentales officielles uniquement.

Jean-Jacques Gourdy, né le 12 août 1948 à Tulle, est un joueur de rugby à XV évoluant au poste d'ailier (1,81 m pour 78 kg).
Il est chirurgien-dentiste.
Après sa carrière, il est président du CA Brive de 1986 à 1995. En 2012, il devient président du comité de rugby du Limousin. Il est accompagné de Pierre Villepreux, ancien entraîneur du XV de France et directeur technique national de la FFR, élu vice-président et responsable de la commission sportive,,. Il quitte ce poste en 2018 après la fusion du comité dans la ligue régionale Nouvelle-Aquitaine de rugby.

## Carrière de joueur

### En club
- 1968-1970 : CA Brive
- 1970-1972 : Stade toulousain
- 1972-1976 : CA Brive

Il est international B lorsqu'il évole au stade toulousain.

## Palmarès

### En club
- Vice-champion de France en 1975 avec le CA Brive